# ボリビアーナ航空
ボリビアーナ航空（ボリビアーナこうくう、西: Boliviana de Aviación）、略称ボア航空（BoA）は、ボリビアのコチャバンバに本拠地を置く航空会社。

## 概要
エボ・モラレス大統領の政策の一環として2007年10月24日に国営航空会社として設立される。倒産したLAB航空に代わるフラッグキャリアとして期待されている。初めての就航便は2009年3月29日で、本拠地のコチャバンバとラパス、サンタ・クルス・デ・ラ・シエラの間であった。
2010年に、国際線に進出。アルゼンチンのブエノスアイレスへ就航。つづいて、ブラジルのサンパウロへも就航を果たした。2012年には大西洋横断路線（サンタ・クルス・デ・ラ・シエラ - マドリード線）の開設を達成した。

## 就航都市
ボリビア国内
- コビハ、コチャバンバ、ラパス、サンタ・クルス・デ・ラ・シエラ、スクレ、タリハ、トリニダ

ヨーロッパ
- スペイン：マドリード

南アメリカ
- アルゼンチン：ブエノスアイレス、サルタ
- ブラジル：サンパウロ

北アメリカ
- アメリカ合衆国：マイアミ

## 機材
2016年3月19日現在
- ボーイング737-300：12機
- ボーイング737-700：4機
- ボーイング737-700：2機
- ボーイング767-200ER：3機
- ボンバルディア CRJ-100：1機